# Lago Beira
O lago Beira (em cingalês: බේරේ වැව; romaniz.: Bērē væva; em tâmil: பேரே ஏரி; romaniz.: Pērē ēri) é um lago situado no centro de Colombo, a capital do Seri Lanca, que está rodeado por vários quarteirões de escritórios e comércio. Atualmente ocupa 0,654 km², uma área inferior a metade do que cobria no início do século XX. Durante os períodos coloniais português, holandês e britânico o lago foi usado para vários fins. Está ligado a uma intricada rede de canais que principalmente no passado facilitavam o transporte de bens na cidade e nos subúrbios.
Só em 1927 é que o "Lago Beira" apareceu em mapas; até então o nome usado era lago de Colombo ou simplesmente "o lago". A origem do nome é incerta. Uma hipótese muito divulgada é que deriva de De Beer, o nome do engenheiro holandês que construiu os fossos, comportas e defesas hidráulicas de Colombo. Esta hipótese é suportada pela descoberta de uma placa com um inscrição onde se lê "De Beer 1700" numa comporta. Outra hipótese é que o nome é de origem portuguesa, pois um dos significados de "beira" é "margem".

## História
O lago foi construído pelos portugueses para defender Colombo dos inimigos, que eram principalmente reis locais. Em 1518 os portugueses governavam Colombo, mas as ameaças crescentes ao domínio português por parte do rei Vijayabahu VII de Cota (r. 1513–1521) levou-os a procurar melhores soluções do que o armamento moderno de que dispunham. Uma das primeiras ideias foi construir um enorme fosso em volta do forte.
A construção desse fosso começou por escavar os terrenos pantanosos que rodeavam todo o forte exceto a oeste, onde se encontrava o oceano Índico. No entanto, a dimensão do fosso e a pequena quantidade de água no pântano, insuficiente para o encher, fez com que as obras fossem abandonadas. Entretanto o capitão Lopo de Brito descobriu uma ribeira que corria desde o monte Dematagoda e o monte de Saint Bastian, quando combatia outra invasão liderada por Vijayabahu VII. Depois de informar os seus oficiais no forte acerca dessa ribeira, esta foi ligada à parte do fosso já construída, dando origem ao lago Beira.
Depois disso o lago foi ligado ao mar em ambos os lados, convertendo o que é atualmente a área do Forte de Colombo numa ilha. Todos os transportes para o forte era feito por barcos. Nesse tempo, as principais saídas do lago eram as Portas de Kayman a leste e o Canal de São João a oeste. Em volta do lago situavam-se os montes de Saint Bastian, de Wolfendal e de Kochchikade. A norte e a oeste do lago situavam-se os fortes portugueses. O lago é descrito na obra “Conquista Temporal e Espiritual de Ceilão”, de Fernão de Queirós, completada em 1687, onde se lê que tinha 10,5 milhas de comprimento, rodeava e dava acesso à cidade de Colombo, onde se situava o monte de São Lourenço, que era rodeado por uma lagoa; em alguns locais, no verão, o lago chegava apenas à cintura.
Em 1578, o rei de Ceitavaca Madune tentou cortar os abastecimentos aos portugueses mas não conseguiu drenar o lago. O seu filho Rajá Sinha (Rajú nas crónicas portuguesas; r. 1581–1593) conseguiu esvaziar o lago em 1587, que estava infestado de crocodilos, bloqueando vários canais, mas não logrou derrotar os portugueses, pois estes receberam reforços da Índia por via marítima.
Depois da conquista de Colombo pelos holandeses em 1658 o lago foi ampliado mediante a redução da área do Forte em um terço, e foram criadas várias ilhas. Algumas das ilhas eram suficientemente grandes para terem uma aldeia e uma delas tinha uma plantação com 600 coqueiros. Após a conquista pelo britânicos, foram removidos os crocodilos e a zona em volta do lago foi transformada em áreas para atividades recreativas como vela e remo, tornando-se popular para festas. Uma dessas festas foi um grande baile realizado para celebrar a vitória britânica na Batalha de Waterloo (1815). O primeiro jardim botânico de Ceilão, os Jardins de Kew, foram inaugurados em 1810 na ilha dos Escravos (atualmente chamada oficialmente Kompanyaveediya) em 1810, para cultivar sementes vindas dos jardins homónimos de Londres cujas plantas eram depois plantadas no Jardim botâncio de Peradenia.
No século XIX começou a reclamação de terras ao lago para edificação e urbanização, que prossegui pelo menos até aos últimos anos do século XX, reduzindo a área do lago em cerca de 60%. A poluição também aumentou desde a mesma época.

## Áreas principais do lago e canais a ele ligados
O lago tem quatro áreas principais:
| Nome                  | Superfície (km²) | Profundidade máxima (m) | Volume (m³) |
| --------------------- | ---------------- | ----------------------- | ----------- |
| Lago Oriental         | 0,433 \|         | 5,6 \|                  | 945 000     |
|                       | \|               | \|                      |             |
| Lago do lado de Galle | 0,026 \|         | 3,4                     | N/A         |
| Lago Ocidental        | 0,081 \|         | 3,4 \|                  | 1 795 000   |
| Lago Sudoeste         | 0,114 \|         | 2,9 \|                  | 163 000     |

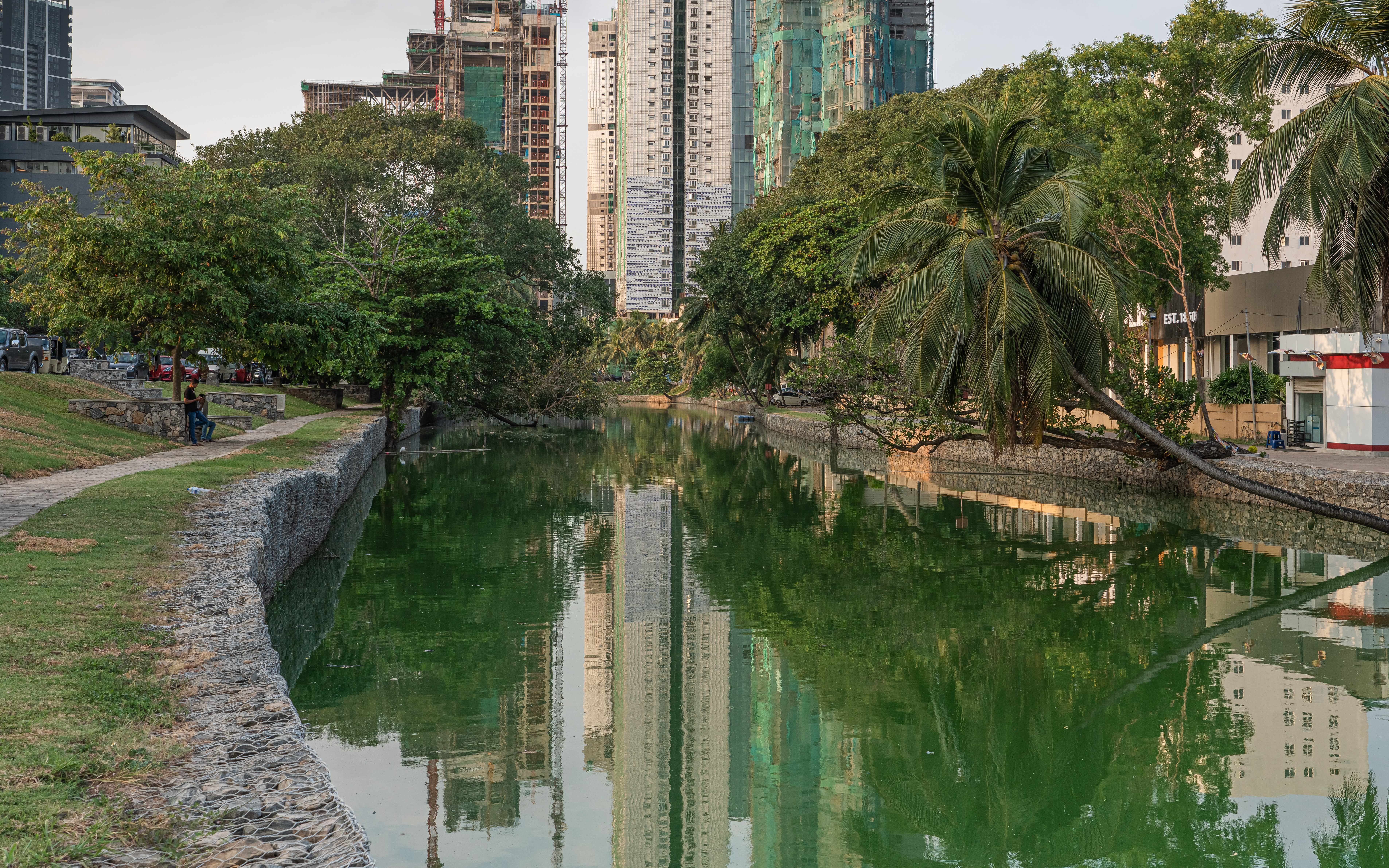
Canal ligado ao lago Beira

O único canal ligado ao lago é o canal de Saint Bastian, na extremidade norte. O lago flui para o oceano Índico através das Portas Mc. Callum, a noroeste, e dum vertedouro semicircular conhecido como බේරේ බේසම (romaniz.: Bērē bēsama; "reservatório Beira").

## Área envolvente
Nas margens do lago há muitos grandes armazéns, do tempo em que chá era transportado para o porto de Colombo em barcaças através do canal que liga o lago ao porto. Atualmente a maior parte das margens do lago têm são pouco movimentadas e a maior parte dos armazéns estão abandonados.[carece de fontes?] No entanto, há alguns edifícios modernos importantes, como Centro de Exposições e Convenções do Seri Lanca (SLECC), as sede do People's Bank, da Inland Revenue Department e o Colégio de São José, que tem um cais de remo privativo. Grande parte dos prédios nas margens do lago são do Estado e muitos deles estão destinados a serem reaproveitados; entre os projetos de reabilitação urbana na área está a construção de uma área de casinos na Estrada McCullum. O lago, que tem cerca de 1,5 km de comprimento, é usado pelo Colombo Rowing Club, o principal clube náutico do Seri Lanca, desde que foi fundado em 1864.[carece de fontes?]

## Qualidade da água

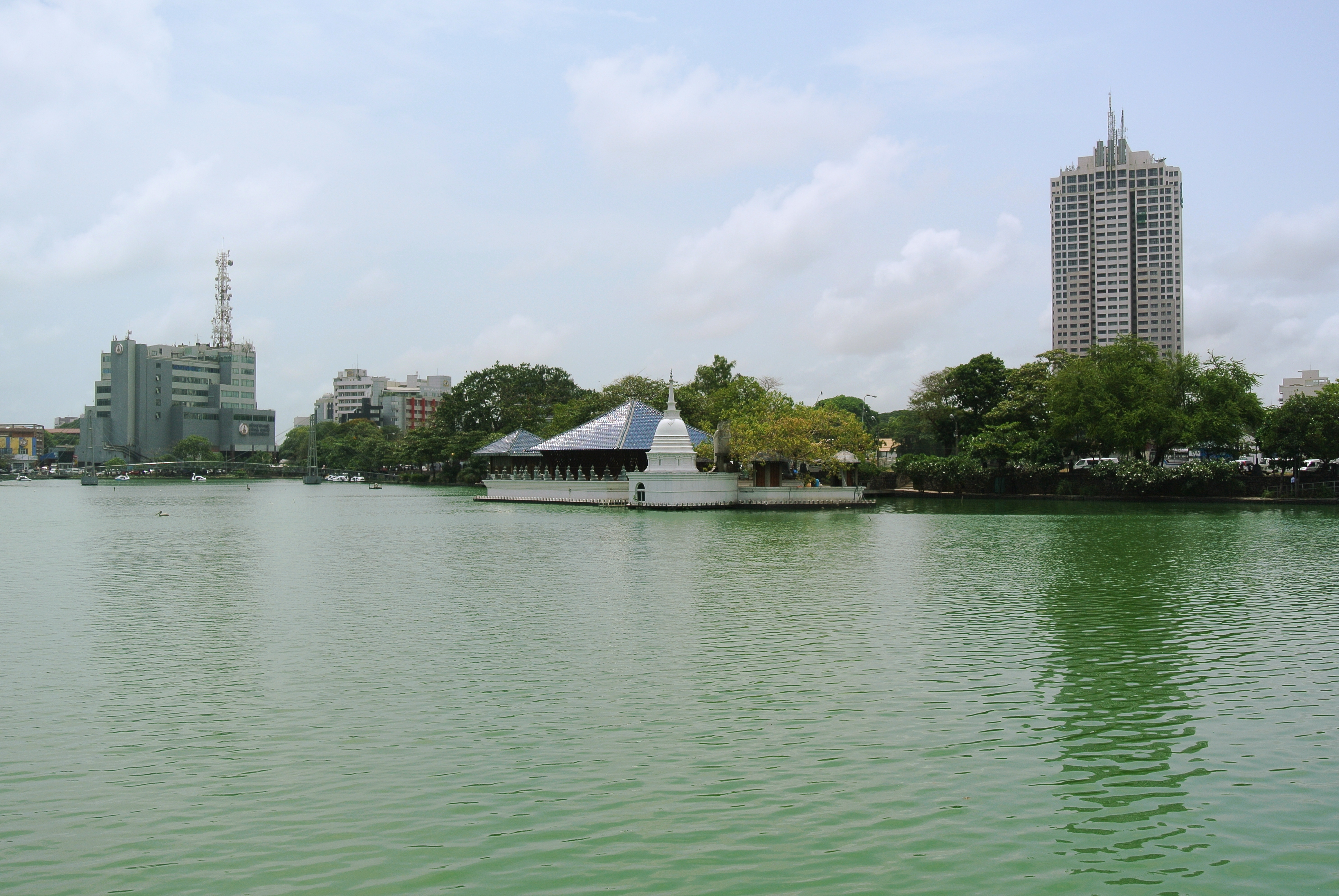
O chamado lago Sudoeste, com o templo budista de Gangaramaya ao centro

A água do lago é verde e frequentemente cheira mal devido à poluição acumulada ao longo de centenas de anos e à presença de algas. O mau cheiro agrava-se durante o tempo seco, devido às taxas de evaporação mais elevadas, e diminui drasticamente quando chega a estação chuvosa.[carece de fontes?] Contrariamente ao sistema de canais de Colombo, a água do lago é muito alcalina, devido à produção primária e à produção primária contínua eflorescência algal. O valor do pH atinge os máximos em agosto, mas é descrescendo 0 para 8 com a profundidade. A água do lago nunca chega a valores ácidos de pH. A condutividade elétrica é relativamente estável, entre 250 e 300 μS/cm, aumentando ligeiramente entre maio e agosto. A salinidade também tem pouca variação, situando-se em aproximadamente 0,12 g/L.
A temperatura da água oscila entre 29,3 e 35,4 °C, com uma média de 31 °C e máximos em agosto. A temperatura decresce rapidamente 2 ou 3 °C até à profundidade de 60 a 100 cm, mantendo-se estável nas profundidades abaixo de um metro. A taxa de oxigénio dissolvido segue o mesmo padrão que a temperatura em agosto. Da mesma forma que a termoclina, em agosto (apenas neste mês) há um gradiente de oxigenação.